# Túsculo

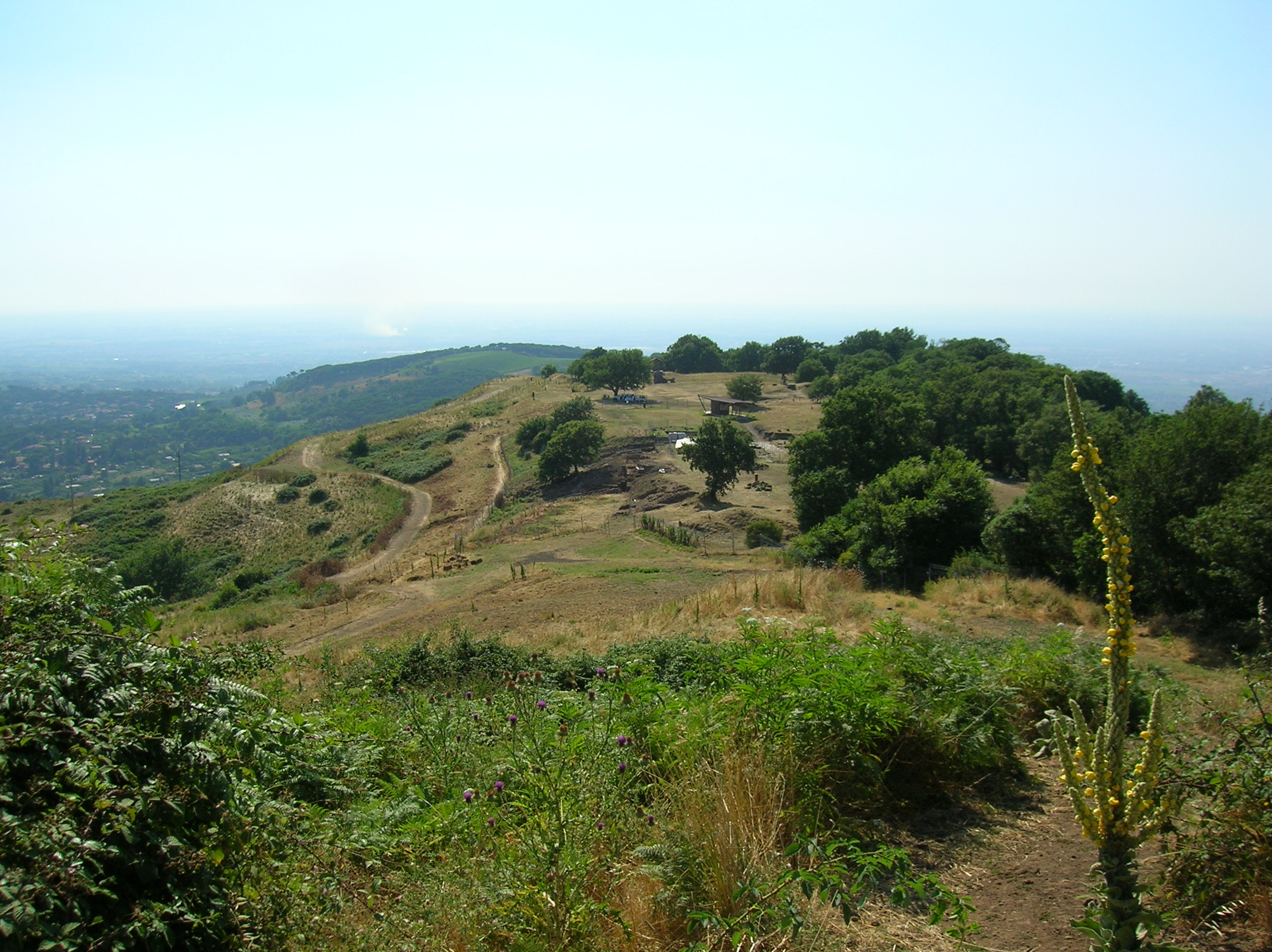
Um parque arqueológico em Túsculo.

Túsculo (em latim: Tusculum) ou Túscia era uma antiga cidade localizada na região do Lácio que foi absorvida por Roma em 381 a.C.
A cidade estava situada em uma posição estratégica sobre a borda norte do anel exterior da cratera do vulcão Albano, na província de Roma. Muitas famílias romanas famosas, como as de amilia, I Fulvia, Fonteia, Juventia e Porcia (a família do Catos), eram de origem de Tusculana.
As ruínas desta cidade estão perto da moderna Frascati, SE de 15 MI (24 quilômetros) de Roma, Itália.

## Governantes
- Telegono - 1100's?
- De acordo com a lenda, Telegono foi o fundador de Túsculo. Ele era filho de Odisseu e de Circe.
- Egério Levio - 500's?
- Otávio Mamílio Tusculano - late 500's - 497
- Mamílio aliado ao rei de Roma, exilado, Tarquínio, o Soberbo, de quem era genro. Foi morto na Batalha do Lago Regilo.
- Lúcio Mamílio (general Romano vitorioso na Batalha de Agrigento)  - fl. c. 460
- Sob o controle de Roma c. 400
- Túsculo estava entre as primeiras cidades Latinas para receberem a cidadania romana plena.

## Os Condes de Túsculo
No fim do século X, a cidadela em Túsculo ficou sob o controle do poderoso Teofilato I, fundador da Casa de Túsculo e seu primeiro Conde. Os Tusculanis transformaram-se rapidamente de administradores a dominadores do papado e da Sé romana àquela altura da Idade Média. Embora o ramo principal da família afundou-se na obscuridade após a metade do  século X, uma ramificação acabou por tornar-se conhecida e poderosa, eram os Colonna, que continuariam a exercer uma influência central sobre a política romana e papal até o fim do Renascimento, principalmente como protagonista dos Gibelinos (imperialista) na oposição ao Caetani e aos Orsini, suportantes papais dos Guelfos.
- Teofilato I - fl. c. 900
- Alberico I -? -924
- Alberico II - 924-954
- Gregório I -? -1013?
- Teofilato II (Papa Bento VIII 1012-1024)  -? -1012 d. 1024
- Romano (Papa João XIX 1024-1032)  - 1012-1024 d. 1032
- Teofilato III (Papa Bento IX 1032-45, antipapa. 1045 & 1047-8)  - 1023-1032 d. 1055
- Alberico III (Primeiro Conde de Túsculo)  - 1032-1045
- Gregório II - 1044-1058
- Gregório III - 1058-c. 1108
- Tolemeo I - c. 1108-1126
- Tolemeo II - 1126-1151 d. 1153
- Estados Pontifícios - 1151-1155
- Gionato - 1155-c. 1167
- Raino - 1155-1179
- Destruído por tropas da comuna de Roma 1191. Transferido aos Estados Pontifícios depois disso…

## AVia TuscolanaouTuscolana
A Via Tuscolana, embora não sendo uma estrada romana, as suas origens remontam à época medieval no seguimento da unificação de antigos traçados. A estrada deve o nome ao facto de estar orientada para Tuscolo, uma cidade destruída em 1191. Actualmente, a estrada dirige-se a Frascati e o seu itinerário substituiu as funções da antiga Via Latina que ligava Roma às colinas. Partia da Porta de S. Giovanni.